# Neil Gershenfeld
Neil Gershenfeld (1º dicembre 1959) è un fisico e informatico statunitense.
Docente presso il Massachusetts Institute of Technology, è direttore del Center for Bits and Atoms.

## Opere
- Neil Gershenfeld, Fab. Dal personal computer al personal fabricator.